# Linea nigra
Linea nigra (latin for "sort linje") også kaldet linea fusca ("brun linje") og linea alba ("hvid linje") refererer til en mørk, lodret streg, der kan opstå på maven af gravide kvinder. Den brunlige streg er almindligvis omkring en centimeter bred og løber fra kønsbenet op til navlen og i nogle tilfælde videre op til bunden af brystkassen.
Stregen fremkaldes af graviditetshormoner, der øger produktionen af pigmentet melanin, men hvorfor denne farvning sker i en lodret linje vides ikke. Lyse kvinder vil i sjældnere tilfælde få denne streg end kvinder med mørkere hud, ligesom stregen også plejer at blive lysere på lyse kvinder – og så kaldes "linea fusca" i stedet. Før den opstår, kan den være svagt synlig som en hvid linje; "linea alba".
Linea nigra opstår normalt omkring andet trimester og forsvinder oftest et par måneder efter fødslen. Nogle forskere har foreslået, at der er en sammenhæng mellem linea nigra og insulin. Indtages folsyre (fra f.eks. vitaminpiller), kan stregen formindskes.
Der er en gammel ammestuehistorie, der går på, at stregen skulle spå om barnets køn. Hvis stregen er svag og/eller stopper ved navlen, er det en dreng; hvis den er kraftig og/eller fortsætter over navlen, er det en pige.